# Palace Hotel, Köpenhamn
Palace Hotel, ursprungligen Paladshotellet, numera Scandic Palace Hotel, är en hotellbyggnad vid Rådhuspladsen i Köpenhamn. 

## Bakgrund
Palace Hotel uppfördes 1907-10 i rött tegel och på en bas av sandsten för slaktarmästare Anders Jensen. Det ritades av Anton Rosen och räknas som ett av dennes viktigaste verk. Han ritade också möbler och tapeter och andra inredningsdetaljer till hotellet. Dörrhandtagen formgavs av Anton Rosen i samarbete med Georg Jensen.
Det internationella handbollsförbundet (IHF) grundades i hotellet när det gav lokaler till föreningens grundande och första kongress, som ägde rum 10-13. juli 1946.
Mosaikerna på de fyra sidorna av det 65 meter höga kopparklädda tornet utfördes av Johannes Kragh.  De symboliserar morgon, dag, kväll och natt.
Hotellet, som är en av Köpenhamns första konsekvent genomförda jugendbyggnader, förklarades som byggnadsminne 1985. Det renoverades 2003-08.
Hotellet drevs 1910-27 under namnet Palads Hotel av Anders Jensen. Mellan 1964 och 1979 ägdes och leddes hotellet av Lillian von Kauffmann, som bodde i en lägenhet på tjänstefolksvåningen  med sina tretton barn. Hon försökte i början av 1970-talet etablera nattklubben och dansrestauranten Ambassadör med ambitionen att den skulle bli ledande i Köpenhamn, men detta projekt misslyckades.

## Fotogalleri

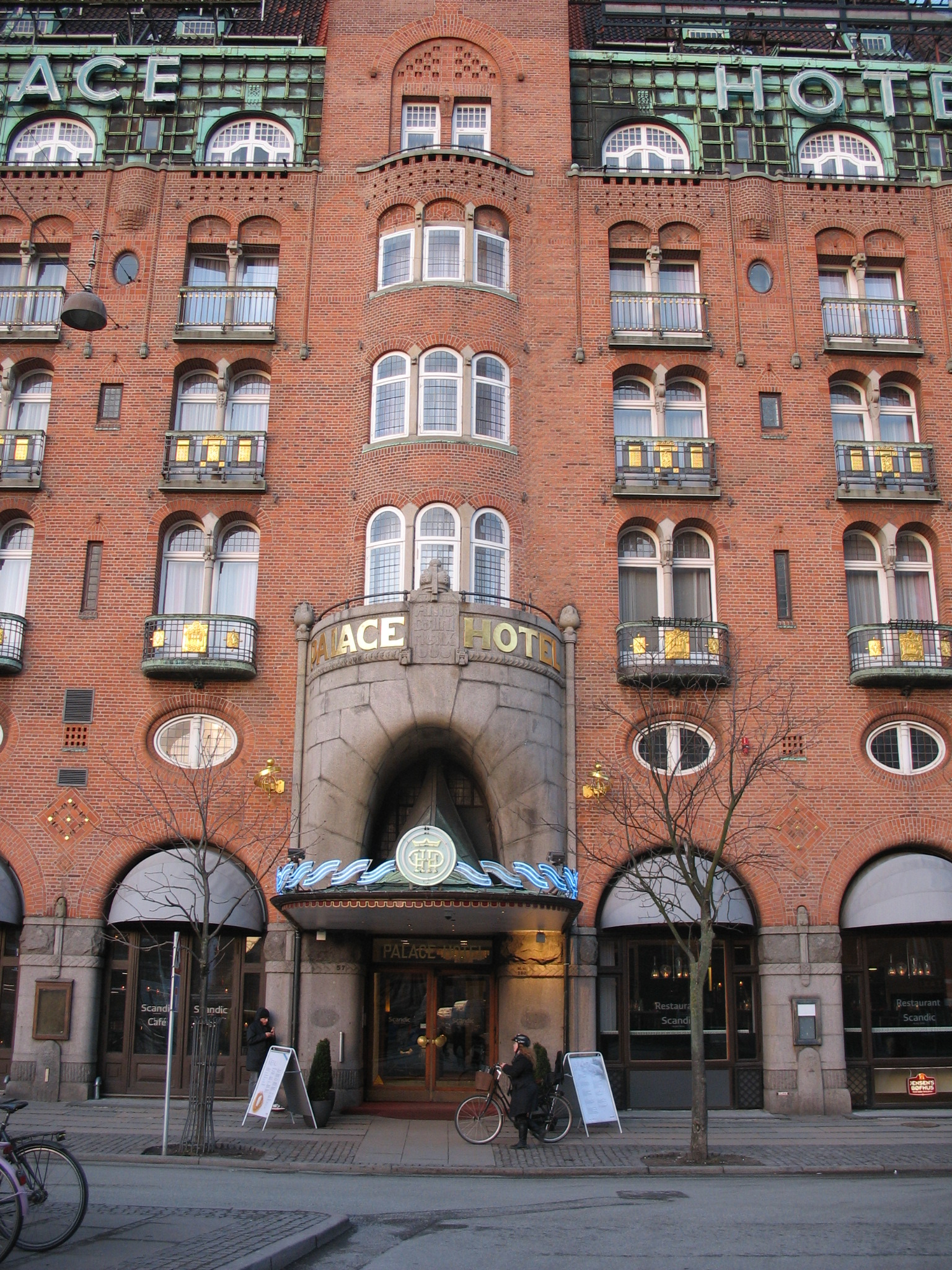
Huvudentré
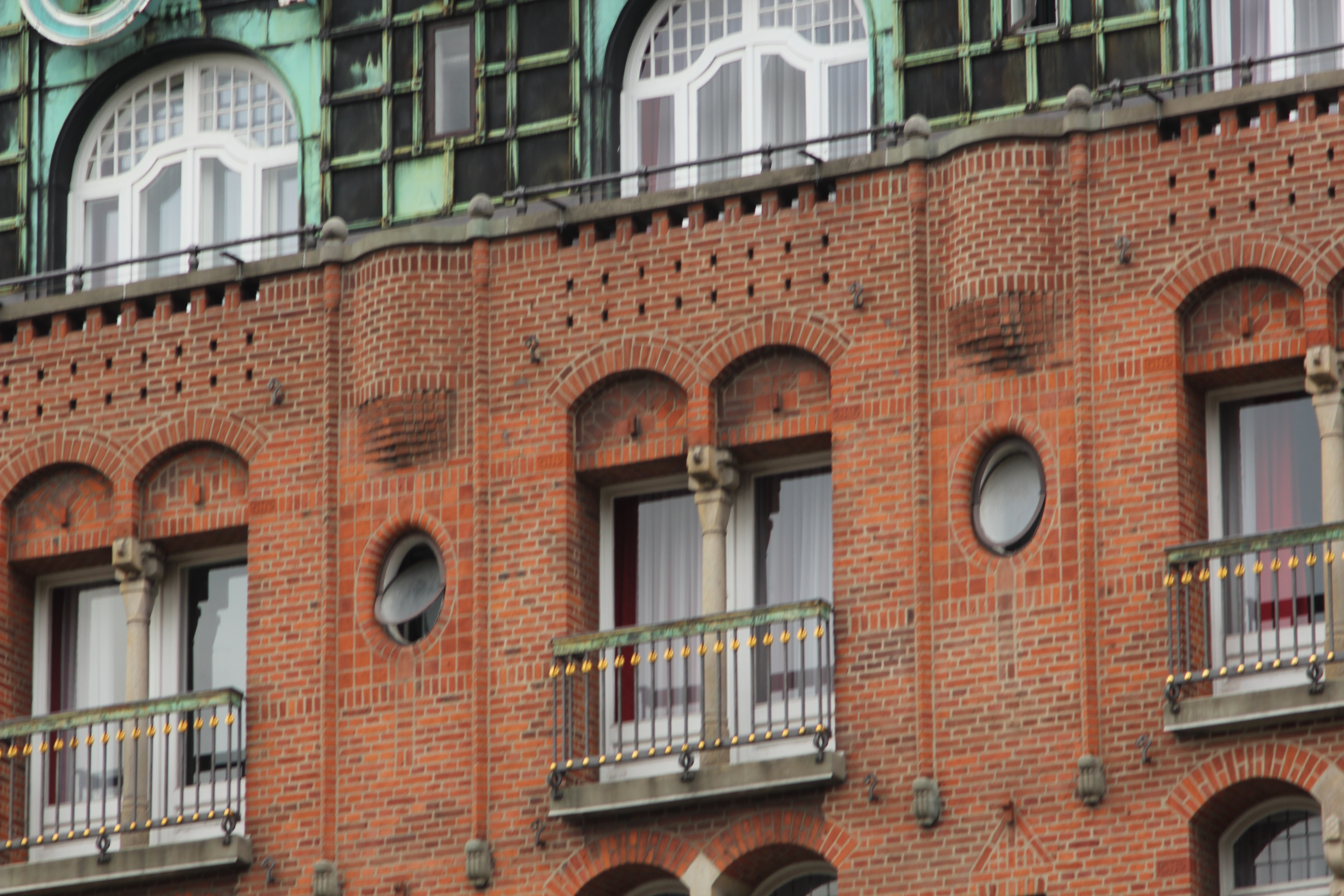
Detaljer på fasaden
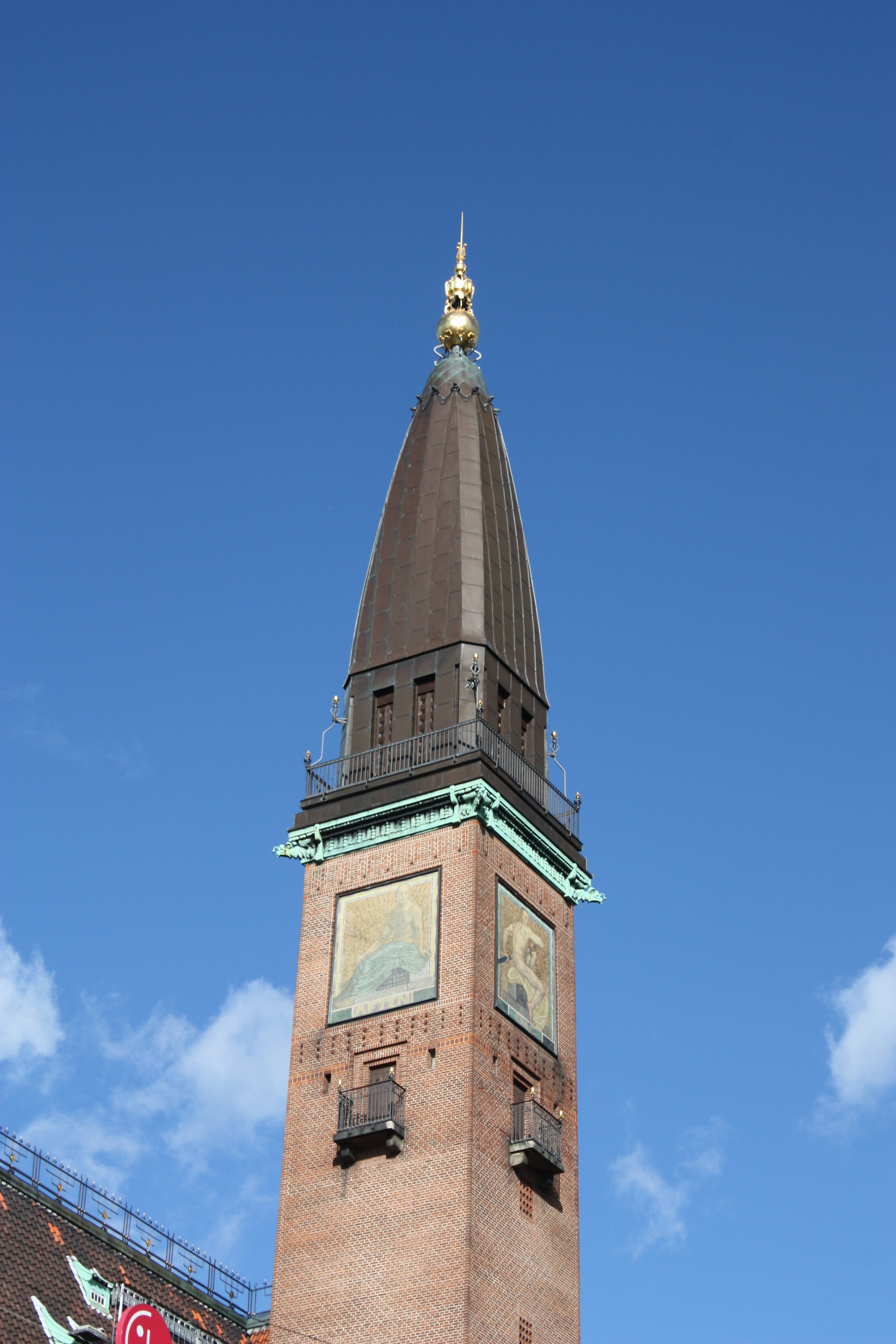
Tornet med mosaiker av Johannes Kragh
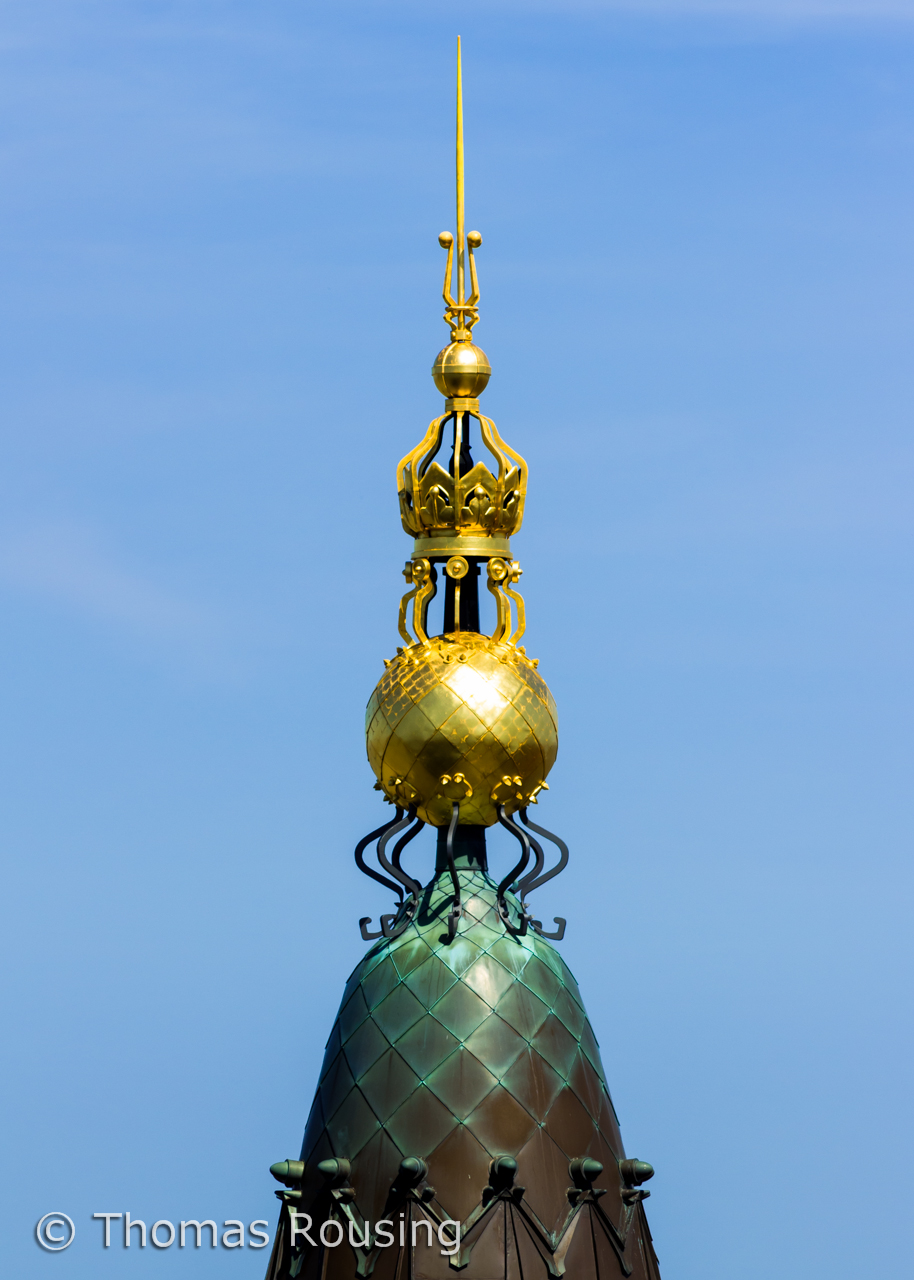
Spiran på tornet
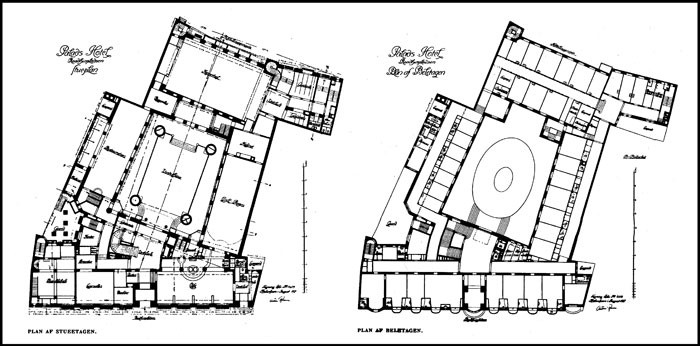
Våningsplanritningar